# リヒャルト・ホイベルガー

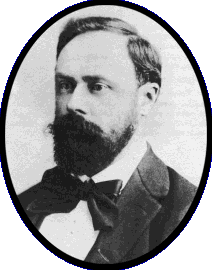
リヒャルト・ホイベルガー

リヒャルト・フランツ・ヨーゼフ・ホイベルガー（Richard Franz Joseph Heuberger, *1850年6月18日 グラーツ; †1914年10月28日 ウィーン）はオーストリア帝国の作曲家・指揮者・音楽評論家・音楽ジャーナリスト・音楽教師。同名の息子は歴史家である。

## 略歴
絆創膏工場の経営主を父にグラーツに生まれる。当初は工学を学ぶが、1876年に断念して音楽に転向した。グラーツ音楽院でロベルト・フックスに師事し、1902年に優秀な成績で修了すると、ウィーンに移ってウィーン・アカデミー声楽協会や、ウィーン・ジングアカデミー、ウィーン男声合唱協会の合唱指揮者を歴任した。1902年よりウィーン音楽院で教鞭を執り、門下よりクレメンス・クラウスらを輩出した。
ホイベルガーは、新聞の音楽批評担当者としても名を馳せ、まずは『新ウィーン日報“Neuen Wiener Tagblatt”』で、次いで1899年より『ミュンヘン民報』に寄稿した。1896年には、エドゥアルト・ハンスリックの後任として、『ウィーン新自由新聞』の音楽評論家となった。一方でフリーランスの記者や編集者として、『新音楽新聞』でも活動した。
1914年にウィーンで他界し、ヒンターブリュールに埋葬された。
オペラやバレエ音楽、合唱曲や歌曲、器楽曲と幅広い分野で創作したものの、今日では1898年に作曲したオペレッタ《オペラ舞踏会“Der Opernball”》のみで名を遺している。
1955年に遺功を讃えて、ウィーンのヒーツィング地区に、ホイベルガー通り（Heubergergasse）という名が付けられた。

## 主要作品一覧

### オペラ
- 元日の夜の冒険“Die Abenteuer einer Neujahrsnacht” （1886年、台本：フランツ・シャウマン）
- マヌエル・ベネガス“Manuel Venegas” （1889年、台本：ヨーゼフ・ヴィクトル・ヴィートマン）
  - 改訂稿 ＝ ミリアム、または五月祭“Mirjam, oder Das Maifest”（1894年）
- 裸足の人“Barfüßele” （1904年、原作：ヴィクトル・レオン、翻訳・台本：ベルトルト・アウエルバハ）
- 最後の夜“Die letzte Nacht” （第1幕のみ、1905年～06年作曲）

### オペレッタ
- オペラ舞踏会“Der Opernball” （1898年）
- 彼女の長所“Ihre Excellenz” （1899年）
  - 改訂稿 ＝ 魅惑的な婦人 “Eine entzückende Frau”
- 6時の列車“Der Sechs-Uhr-Zug” （1900年）
- ねんね“Das Baby” （1902年）
- 三美神“Die drei Grazien”
- デュースターシュタイン侯爵“Der Fürst von Düsterstein” （1909年）
- ドン・キホーテ“Don Quixote” （1910年）

### バレエ
- リュートを弾く女“Die Lautenschlägerin”
- もじゃもじゃ頭のものぐさ太郎“Struwwelpeter”

### 管弦楽曲
- 弦楽オーケストラのための夜曲 作品7“Nachtmusik für Streichorchester op. 7”

### 歌曲
- 花嫁の唄“Brautgesang”
- 谷底に一つの菩提樹“Es steht eine Linde im tiefen Tal”
- 野原の中を小鳥が飛んだ“Feldeinwärts flog ein Vögelein”

## 註記
1. 1 2 3  “Richard Heuberger”.   Johann Strauss Society of Great Britain. 2008年9月30日閲覧。